# 패스트 트래블
패스트 트래블(fast travel), 텔레포트, 순간이동은 오픈 월드 타이틀에 사용되는 비디오 게임 메커닉으로, 플레이어 캐릭터가 실시간으로 해당 거리를 횡단하지 않고도 이전에 발견한 위치(텔레포트 웨이포인트 또는 빠른 이동 포인트) 사이를 즉시 이동할 수 있다. 레벨 내부가 아닌 게임 세계를 횡단하는 데 특별히 사용되는 워프 유형이다. 빠른 이동 중에 게임 내 시간이 흘러가는 경우도 있고, 이동이 단순히 암시되거나 플레이어가 마법이나 기술적 수단으로 순간이동하는 경우도 있다. 일반적으로 플레이어에게 편의를 제공하는 수단으로 사용되는 빠른 이동은 게임 디자인을 손상시킨다는 비판을 받아왔다. 일부 세계나 퀘스트 (비디오 게임 용어)에서는 깊이, 기억력 또는 현실성을 희생하면서 이를 통합하도록 설계되었기 때문이다.